# Barton (Mississippi)
Pour les articles homonymes, voir Barton.
Barton est un secteur non constitué en municipalité de l'ouest du comté de Marshall (Mississippi) aux États-Unis.

## Personnalité
- Bennett Griffin (1895-1978), aviateur, y est né.